# Ronnie Murphy
Ronald T. "Ronnie" Murphy (Dover, Delaware, 29 de julio de 1964) es un exjugador de baloncesto estadounidense que disputó una temporada en la NBA, además de jugar en la USBL. Con 1,96 metros de estatura, jugaba en la posición de escolta.

## Trayectoria deportiva

### Universidad
Jugó durante cuatro temporadas con los Dolphins de la Universidad de Jacksonville, en las que promedió 17,0 puntos, 4,8 rebotes y 3,6 asistencias por partido.

### Profesional
Fue elegido en la decimoséptima posición del Draft de la NBA de 1987 por Portland Trail Blazers, donde a pesar de las expectativas levantadas por su fichaje, no contó con la confianza de su entrenador, Mike Schuler, disputando apenas 89 minutos de juego en la liga repartido en los 19 partidos en los que fue puesto en cancha, promediando 2,0 puntos por partido.
Tras un año en blanco, probó fortuna en la USBL, fichando por los Jacksonville Hooters, pero tras una temporada en el equipo decidió retirarse.

## Estadísticas de su carrera en la NBA

### Temporada regular
| Temp.   | Edad | Equipo   | Liga | P  | TIT | MIN | TC  | TCA | %TC  | 3P  | 3PA | %3P  | TL  | TLA | %TL  | R.OF. | R.DEF. | REB | ASIS | ROB | TAP | PER | FP  | PTS |
| 1987-88 | 23   | Portland | NBA  | 18 | 0   | 4.9 | 0.8 | 2.7 | .286 | 0.1 | 0.2 | .250 | 0.4 | 0.6 | .636 | 0.3   | 0.3    | 0.6 | 0.3  | 0.3 | 0.1 | 0.4 | 0.8 | 2.0 |
| Total   |      |          | NBA  | 18 | 0   | 4.9 | 0.8 | 2.7 | .286 | 0.1 | 0.2 | .250 | 0.4 | 0.6 | .636 | 0.3   | 0.3    | 0.6 | 0.3  | 0.3 | 0.1 | 0.4 | 0.8 | 2.0 |